# Selenia chinochlora
Selenia chinochlora là một loài bướm đêm trong họ Geometridae.